# Frosch

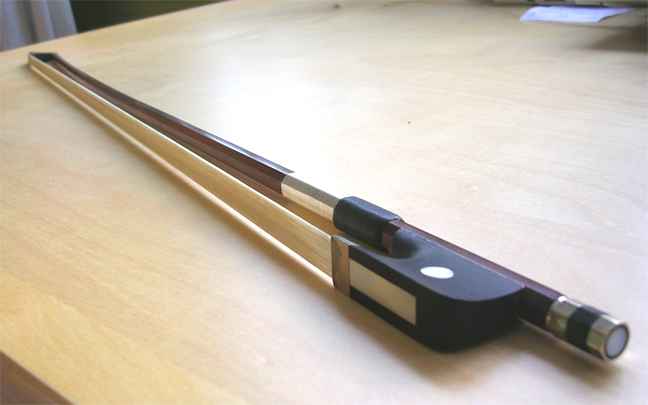
Froschen på en cellostråke.

Frosch (tyska: groda) är en del av en stråke som sitter vid den del av stråken man håller i. Stråkens tagel sitter spänt mellan stråkens spets och froschen. För att justera spänningen i taglet kan froschens läge flyttas med hjälp av en skruv (ytterst på stråken). Froschen är gjord av ebenholts eller något annat massivt träslag.